# Brachymitrion jamesonii
Brachymitrion jamesonii là một loài rêu trong họ Splachnaceae. Loài này được Taylor mô tả khoa học đầu tiên năm 1846.